# Partener TV
Partener TV este un post de televiziune din România. A fost primul post de info-business în România, un canal dedicat mediului de afaceri. A fost primul canal TV care a făcut emisiuni bursiere și studii asupra pieței imobiliare și auto, difuzând și anunțuri video pe acest tronson. Totodată, a fost singurul post tv care, la acea dată, avea emisie și pe internet. Ulterior, postul și-a întrerupt emisia o perioadă, când acesta și-a schimbat imaginea, licența PARTENER TV fiind redobândită de către fondatorul postului, Adrian Dinescu, în 2007, pe nișa de minorități și diaspora. Postul își schimbă actionariatul și, în anul 2009, este transferat în Târgoviște, de unde emite în prezent pe site-ul  www.tvpartener.ro.